# Волонтер (військова служба)

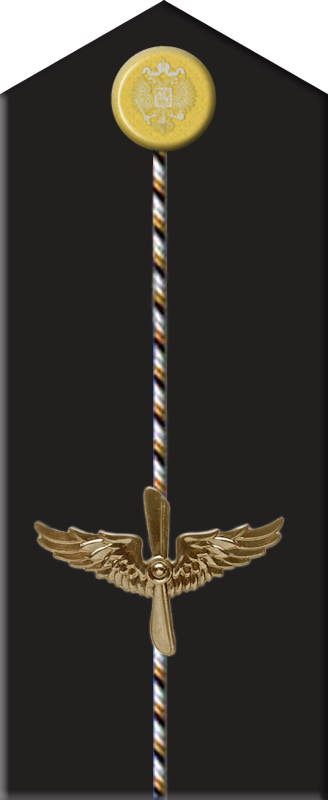
Погон волонтера Бакинської школи морської авіації. 1915—1917

Не варто плутати з волонтерським рухом в умовах війни на сході України
Волонтер (від фр. volontaire), або доброволець (від нім. Freiwilliger) — у військовій справі — військове звання і категорія особового складу в Збройних силах багатьох країн, яка комплектується за рахунок добровольців.
Військові волонтери наймаються на військову службу, як правило під час війни або збройного конфлікту, та не відноситься до категорії найманців або іноземних легіонерів. Нерідко волонтери поступають на службу для участі у війні на території інших держав у складі експедиційних сил (військ).

## Галерея

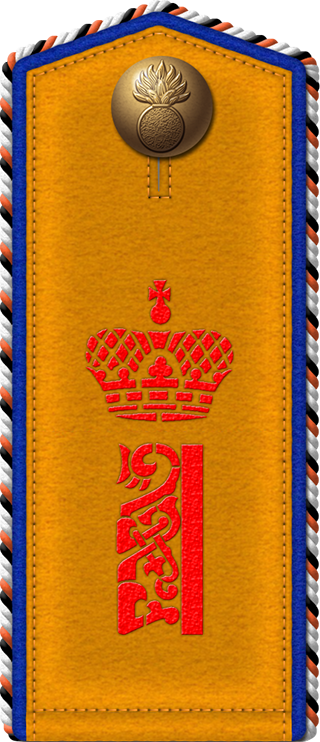
Погон добровольця (рос. вольноопределяющегося) 5-го Київського гренадерського полку[ru]
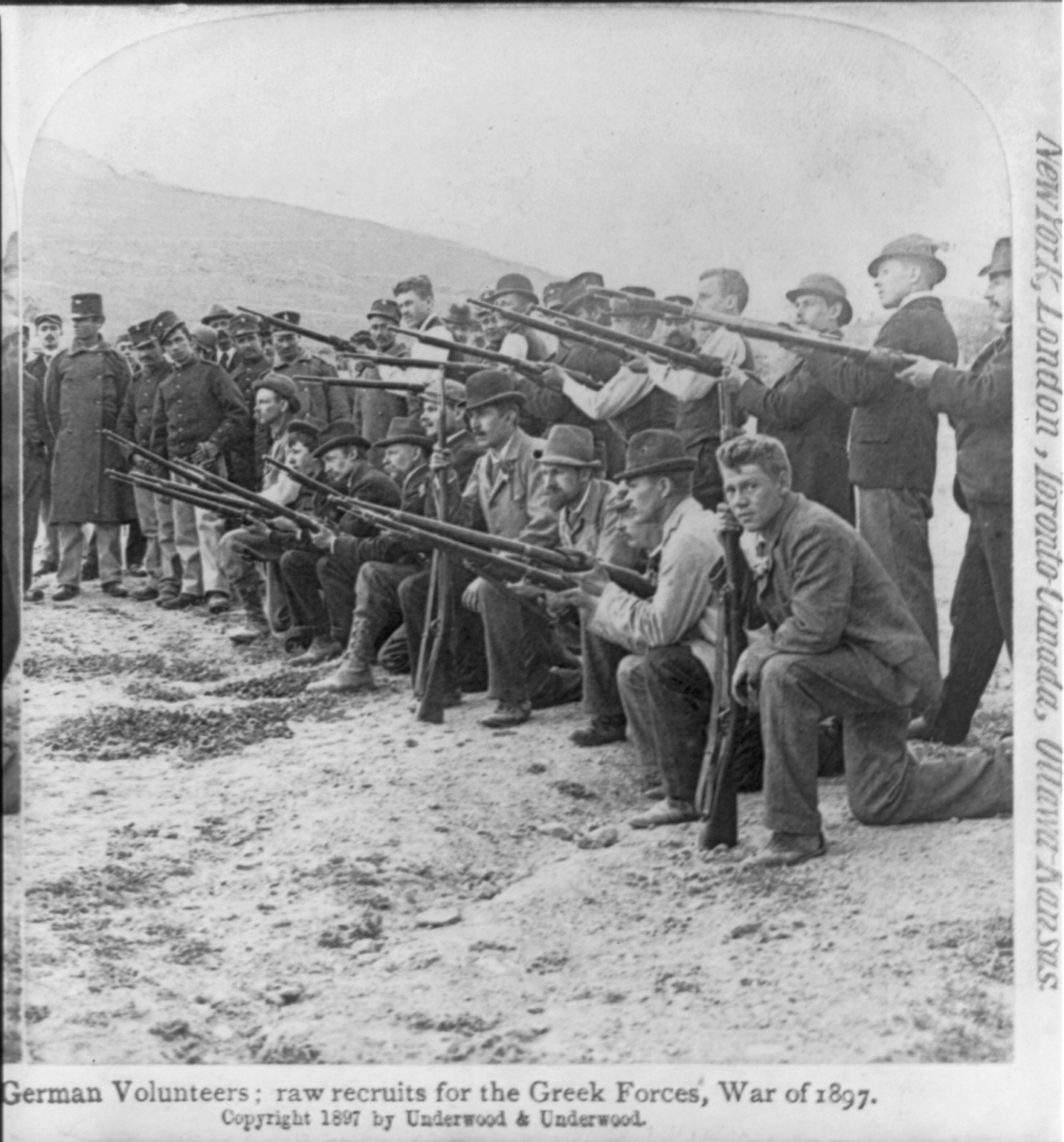
Німецькі волонтери у грецькому війську під час Греко-турецької війни 1897 року
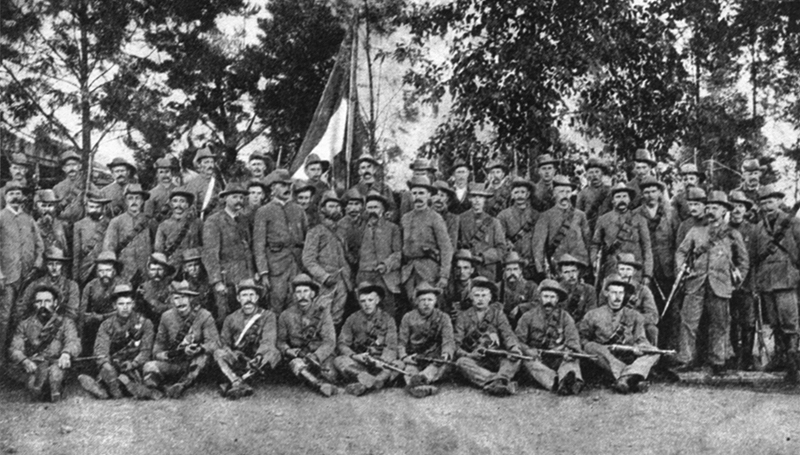
Скандинавський корпус волонтерів — командос бурів у ході Другої бурської війни 1899—1902
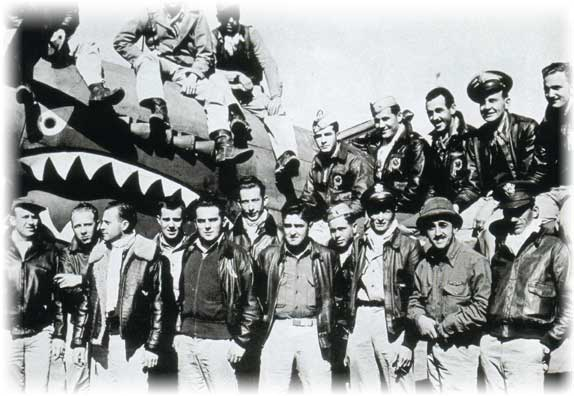
«Літаючі тигри», підрозділ американських волонтерів, що бився на боці китайської армії над окупованими Японською імперією землями Китаю під час Другої світової війни
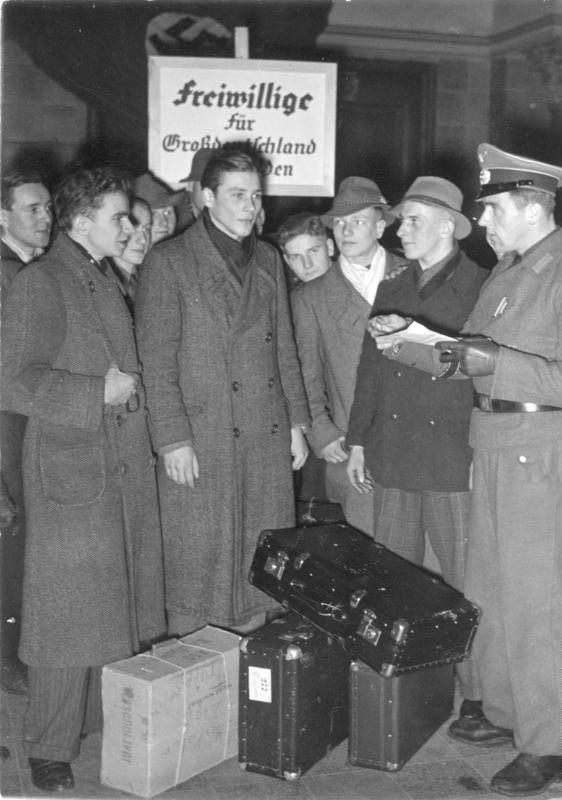
Німецькі волонтери у дивізії «Гроссдойчланд» прибувають на залізничну станцію для битви на Східному фронті проти радянських військ. Лютий 1944